# Cristian Gamboa
Cristian Esteban Gamboa Luna (Liberia, 24 d'octubre de 1989), és un jugador professional de futbol de Costa Rica, que actualment juga al VfL Bochum.

## Palmarès
Municipal Liberia
- Lliga costa-riquenya: 2009 Clausura

F.C. Copenhagen
- Copa danesa: 2011–12[2]

Celtic
- Lliga escocesa (2): 2016-17, 2017–18
- Copa de la Lliga escocesa (1): 2016-17[3]
- Copa escocesa (1): 2016-17